# Трљаница
Трљаница је аутентична салата из врањске кухиње.

## Састојци
Салата се прави у неколико различитих облика, зависно од доба године. 
- У лето се прави од испечених и исецканих паприка са додатком младог црног лука, зачина и уља.
- Зими се прави од сувих исецканих паприка са празилуком, зачинима и уљем, или од ајвара и празилука, са додатком зачина и уља.

Салата је одличан прилог уз месо, печење или роштиљ.